# Le'Bryan Nash
Le'Bryan Keithdrick Nash (Dallas, 30 giugno 1992) è un cestista statunitense.